# Skyřice
Skyřice (zastarale Skršice, německy Skyritz) jsou zaniklá vesnice v okrese Most v Ústeckém kraji. Rozkládala se asi čtyři kilometry jižně od starého Mostu v nadmořské výšce 272 metrů. Její katastrální výměra byla 351 ha. Vesnice byla zbořena v sedmdesátých letech 20. století při výstavbě průmyslové zóny na jižním okraji nově stavěného města Mostu. Nacházela zhruba v místech výukového areálu Střední školy technické Most-Velebudice.

## Historie

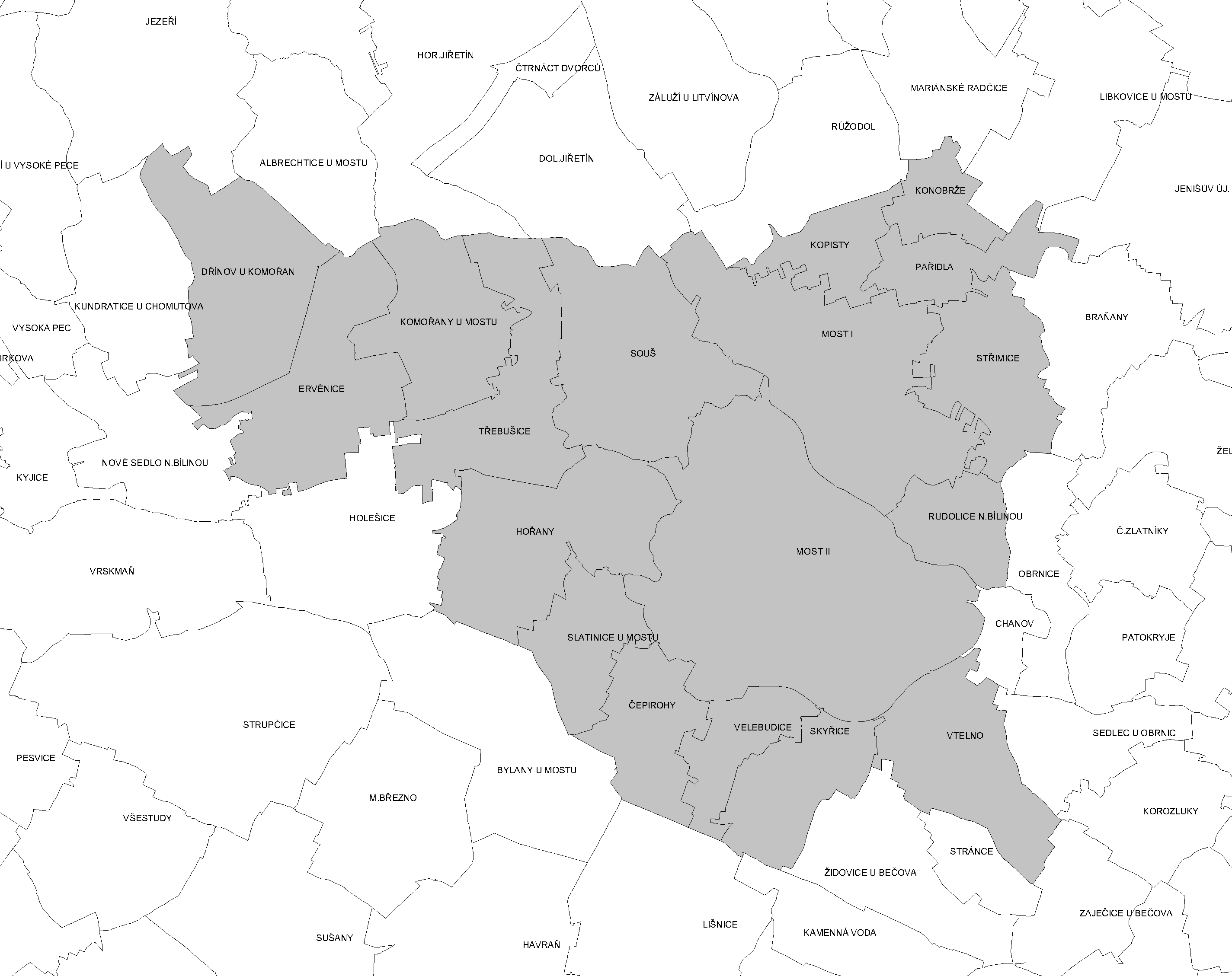
Katastrální území Mostu

První písemná zmínka o vesnici pochází z roku 1381, kdy vdova po mosteckém měšťanovi Henlinovi Busskovi Elizabetha prodala ves Skyřice mosteckému měšťanovi Jakubovi Pleydnerovi. Majitelé vsi se střídali a byli jimi nejspíš mostečtí měšťané. V roce 1537 jsou uváděni Melchior a Baltzer Stecherovi. V roce 1543 prodal Melchior Stecher ze Saběnic ves městu Mostu. Město ji začlenilo do svého panství Kopisty, do něhož Skyřice náležely až do roku 1848.
Obyvatelstvo se tradičně živilo zemědělstvím. Rozvoj těžby uhlí přinesl i práci v dolech, neboť na katastru obce byl v roce 1901 zahájen provoz na šachtě Prokop V roce 1907 byla v obci otevřena škola pro děti ze Skyřic a sousedních Velebudic. Za druhé světové války zde byl roku 1941 zřízen zajatecký tábor pro dělníky na dolech. V roce 1960 byly ke Skyřicím připojeny sousední Velebudice jako osada.
Vesnice byla zbořena kvůli výstavbě průmyslového areálu Velebudice v první polovině sedmdesátých let 20. století. Katastr obce byl od 1. ledna 1976 připojen k Mostu.
Na návsi byla v roce 1829 postavena kaple Nanebevstoupení Páně. Za obcí ve směru na Vtelno stála od roku 1801 socha svatého Prokopa.
Katastrální území bylo poté připojeno k Mostu.

## Obyvatelstvo
Při sčítání lidu v roce 1921 ve vsi žilo 335 obyvatel (z toho 163 mužů), z nichž bylo 95 Čechoslováků, 231 Němců a devět cizinců. Většina se jich hlásila k římskokatolické církvi, čtyři byli evangelíky, čtyři patřili k církvi československé, tři lidé k nezjišťovaným církvím a 29 obyvatel bylo bez vyznání. Podle sčítání lidu z roku 1930 měla vesnice 339 obyvatel: 137 Čechoslováků, 201 Němců a jednoho cizince. Stále převažovala římskokatolická většina, ale žil zde také jeden evangelík, jeden člen nezjišťovaných církví a 23 příslušníků církve československé. Počet lidí bez vyznání stoupl na 45.
|           | 1869 | 1880 | 1890 | 1900 | 1910 | 1921 | 1930 | 1950 | 1961 | 1970 | 1980 | 1991 | 2001 | 2011 |
| --------- | ---- | ---- | ---- | ---- | ---- | ---- | ---- | ---- | ---- | ---- | ---- | ---- | ---- | ---- |
| Obyvatelé | 126  | 154  | 136  | 170  | 277  | 335  | 339  | 339  | 129  | .    | .    | .    | 56   | 135  |
| Domy      | 25   | 27   | 28   | 29   | 36   | 35   | 45   | 53   | 53   | .    | .    | .    | 7    | 5    |